# International Council of African Museums
Das International Council of African Museums, abgekürzt AFRICOM (französisch Conseil international des musées africains, spanisch Consejo internacional de museos africanos) ist eine internationale, autonome und panafrikanisch orientierte Nichtregierungsorganisation, deren Sitz sich in der Museum Hill Road in Nairobi (Kenia) befindet.
AFRICOM ist eine Abkürzung für ICOM’s programme for Africa (deutsch etwa: „ICOM-Programm für Afrika“), die als Veranstaltungsserie im Jahre 1991 in Benin, Ghana und Togo begann. Unter der Schirmherrschaft des ICOM vollzogen sich für das transnationale Museumswesen in Afrika zwei Aufbauphasen, 1993–1995 (AFRICOM I) und 1996–1998 (AFRICOM II).
Die Vereinigung wurde im Verlaufe ihrer Gründungsversammlung vom 3. bis 9. Oktober 1999 in Lusaka (Sambia) errichtet. Dabei verabschiedeten die Vertreter ein Statut, ein Dreijahresprogramm und wählten einen Vorstand mit einem Präsidenten und Schatzmeister. Während der Aufbauphase von 2000 bis 2003 erhielt AFRICOM fundamentale Unterstützung durch die schwedischen Behörde für Entwicklungszusammenarbeit Sida, die ihr Engagement um eine weitere Periode bis 2006 erweiterte. Im ersten Zeitraum beteiligten sich weitere Institutionen an der finanziellen Unterstützung: die UNESCO, Africalia, Association Francaise d'Action Artistique (AFAA), Ford Foundation, das Getty Grant Program und das French Cultural and Cooperation Centre in Nairobi.
Die Ziele von AFRICOM liegen in einer positiven Entwicklung afrikanischer Gesellschaften durch Förderung von Museen in Afrika und den mit ihnen verbundenen Organisationen. Zu den Hauptzielen der Organisation zählen die Bewahrung der Autonomie ihrer Mitgliedsinstitutionen, eine professionelle Weiterbildung und regionale Vernetzung durch verstärkte Zusammenarbeit untereinander sowie die Bekämpfung des illegalen Handels mit afrikanischem Kulturerbe.
Die Organisation vertritt 48 afrikanische Länder.

## Publikationsorgan
- Africom news (Nouvelles Africom). Erscheinungsort: Nairobi, erscheint unregelmäßig (englisch, französisch)[3]